# Solenidium lunatum
Solenidium lunatum là một loài thực vật có hoa trong họ Lan. Loài này được (Lindl.) Schltr. miêu tả khoa học đầu tiên năm 1914.

## Hình ảnh

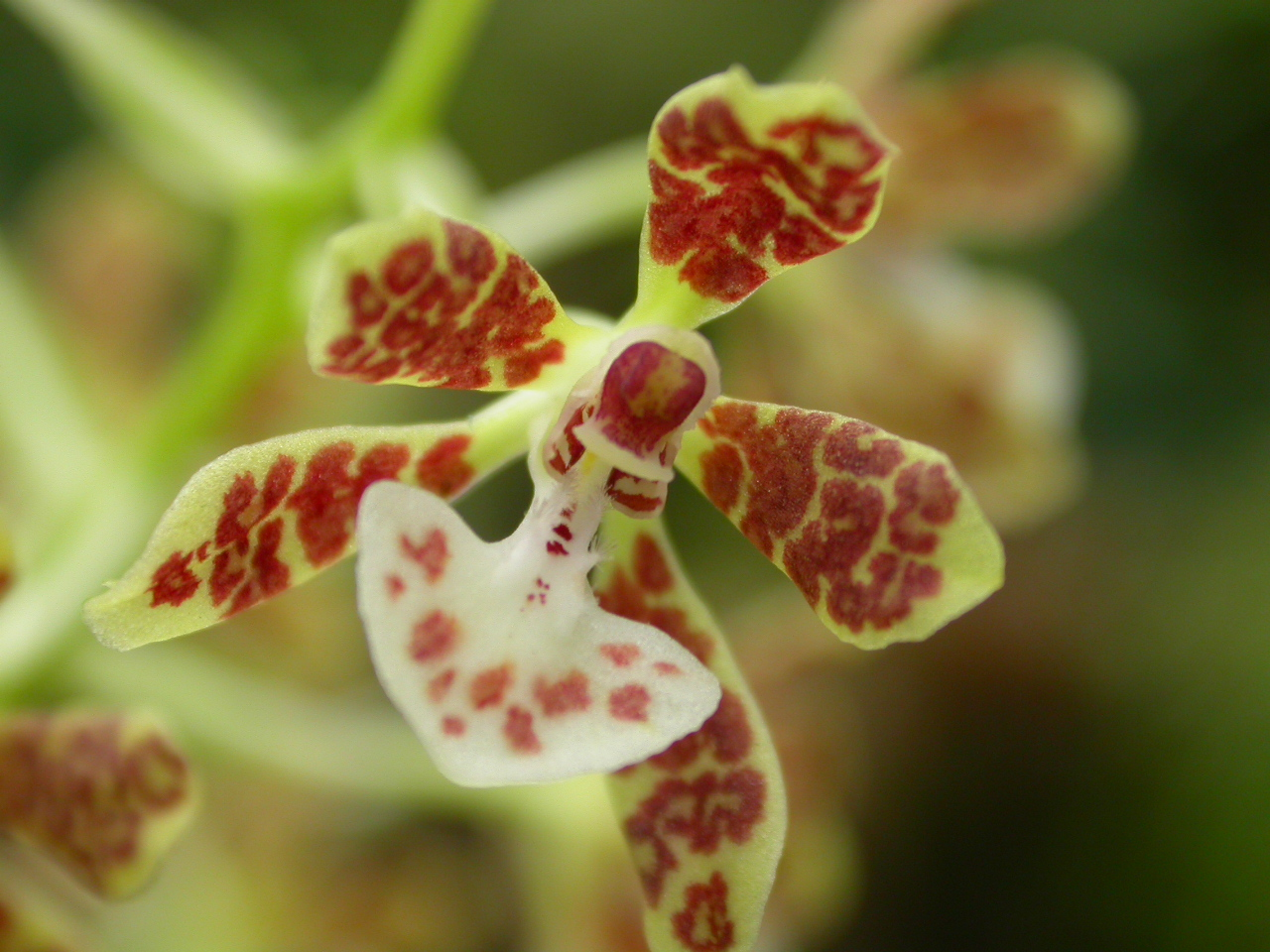